# زوونیمیر روگوز
زوونیمیر روگوز (کرواتی: Zvonimir Rogoz; ۱۰ اکتبر ۱۸۸۷ – ۶ فوریهٔ ۱۹۸۸) بازیگر اهل اتریش-مجارستان بود. وی بین سال‌های ۱۹۰۷ تا ۱۹۸۸ میلادی فعالیت می‌کرد.
وی همچنین برندهٔ جوایزی همچون جایزه ولادیمیر نازور شده‌است.